# Cerepîn, Ovruci
Cerepîn (în ucraineană Черепин) este localitatea de reședință a comunei Cerepîn din raionul Ovruci, regiunea Jîtomîr, Ucraina.

## Demografie
Componența lingvistică a localității Cerepîn
     Ucraineană (97,99%)
     Rusă (1,43%)
     Alte limbi (0,29%)
Conform recensământului din 2001, majoritatea populației localității Cerepîn era vorbitoare de ucraineană (97,99%), existând în minoritate și vorbitori de rusă (1,43%).